# Introduction à la « Musique d'accompagnement pour une scène de film » d'Arnold Schoenberg
Pour plus de détails, voir Fiche technique et Distribution.
Introduction à la « Musique d'accompagnement pour une scène de film » d'Arnold Schoenberg (Einleitung zu Arnold Schoenbergs Begleitmusik zu einer Lichtspielscene) est un film allemand réalisé par  Jean-Marie Straub, sorti en 1973.

## Synopsis
D'après deux lettres d'Arnold Schönberg à Kandinsky de 1923, et le discours de Bertolt Brecht au Congrès international des intellectuels contre le fascisme en 1935.

## Fiche technique
- Titre original : Einleitung zu Arnold Schoenbergs Begleitmusik zu einer Lichtspielscene
- Titre français : Introduction à la « Musique d'accompagnement pour une scène de film » d'Arnold Schoenberg
- Réalisation : Jean-Marie Straub
- Scénario : Textes d'Arnold Schoenberg et Bertolt Brecht
- Photographie : Renato Berta
- Son : Jeti Grigioni
- Montage : Huillet et Straub
- Production : Straub - Huillet
- Budget : 7 500 DM
- Pays d'origine : Allemagne de l'Ouest
- Format : Couleurs et noir et blanc - 16 mm - 1,37:1
- Genre : musical
- Durée : 15 minutes
- Date de sortie : 9 avril 1973

## Distribution
- Günther Peter Straschek
- Danièle Huillet
- Peter Nestler